# 尼庫·克魯格
尼庫·克魯格（英語：Niku Kruger；1991年10月9日—）是一位美國橄欖球運動員。他是美國國家橄欖球隊的一員，代表美國參加了2015年世界盃橄欖球賽。